# Maniquí cap-ratllat
El maniquí cap-ratllat (Lonchura tristissima) és un ocell de la família dels estríldids (Estrildidae).

## Hàbitat i distribució
Habita zones amb herba a prop de l'aigua i medi urbà, a les terres baixes de l'oest i centre de Nova Guinea.